# Макија (Беневенто)
Макија је насеље у Италији у округу Беневенто, региону Кампанија.
Према процени из 2011. у насељу је живело 26 становника. Насеље се налази на надморској висини од 562 м.